# Kabupaten Kutai Barat
Kabupaten Kutai Barat (engelska: West Kutai Regency) är ett kabupaten i Indonesien.   Det ligger i provinsen Kalimantan Timur, i den nordvästra delen av landet, 1 100 km nordost om huvudstaden Jakarta. Antalet invånare är 165 091.